# Mistrzostwa Świata w Lekkoatletyce 2013 – sztafeta 4 × 400 m kobiet
Sztafeta 4 × 400 metrów kobiet – jedna z konkurencji rozgrywanych podczas lekkoatletycznych mistrzostw świata na Łużnikach w Moskwie.

## Terminarz
| Data        | Godzina |            |
| ----------- | ------- | ---------- |
| 16 sierpnia | 11:30   | Eliminacje |
| 17 sierpnia | 19:30   | Finał      |

## Rekordy
| Rekord świata                                  | ZSRR · (Tatjana Ledowska, Olga Nazarowa, Marija Pinigina, Olha Bryzhina)                              | 3:15,17 | Seul, Korea Południowa | 1 października 1988 |
| Rekord mistrzostw świata                       | Stany Zjednoczone · (Gwen Torrence, Maicel Malone-Wallace, Natasha Kaiser-Brown, Jearl Miles-Clark)   | 3:16,71 | Stuttgart, Niemcy      | 22 sierpnia 1993    |
| Listy światowe                                 | Stany Zjednoczone "Red" · (Jessica Beard, Natasha Hastings, DeeDee Trotter, Francena McCorory)        | 3:22,66 | Filadelfia, USA        | 27 kwietnia 2013    |
| Rekord Afryki                                  | Nigeria · (Olabisi Afolabi, Fatima Yusuf, Charity Opara, Falilat Ogunkoya)                            | 3:21,04 | Atlanta, USA           | 3 sierpnia 1996     |
| Rekord Azji                                    | Chiny · (An Xiaohong, Bai Xiaoyun, Cao Chunying, Ma Yuqin)                                            | 3:24,28 | Pekin, Chiny           | 13 września 1993    |
| Rekord Ameryki Północnej, Środkowej i Karaibów | Stany Zjednoczone · (Denean Howard-Hill, Diane Dixon, Valerie Brisco-Hooks, Florence Griffith-Joyner) | 3:15,51 | Seul, Korea Południowa | 1 października 1988 |
| Rekord Ameryki Południowej                     | Brazylia · (Geisa Coutinho, Bárbara de Oliveira, Joelma Sousa, Jailma de Lima)                        | 3:26,68 | São Paulo, Brazylia    | 7 sierpnia 2011     |
| Rekord Europy                                  | ZSRR · (Tatjana Ledowska, Olga Nazarowa, Marija Pinigina, Olha Bryzhina)                              | 3:15,17 | Seul, Korea Południowa | 1 października 1988 |
| Rekord Australii i Oceanii                     | Australia · (Nova Peris, Tamsyn Manou, Melinda Gainsford-Taylor, Cathy Freeman)                       | 3:23,81 | Sydney, Australia      | 30 września 2000    |

## Rezultaty

### Eliminacje
| Poz. | Bieg | Tor | Reprezentacja     | Zawodniczki                                                             | Rezultat | Uwagi    |
| ---- | ---- | --- | ----------------- | ----------------------------------------------------------------------- | -------- | -------- |
| 1.   | 3    | 2   | Rosja             | Julija Guszczina, Tatjana Firowa, Natalja Antiuch, Ksienija Ryżowa      | 3:23,51  | Q, SB    |
| 2.   | 1    | 4   | Stany Zjednoczone | Ashley Spencer, Jessica Beard, Joanna Atkins, Francena McCorory         | 3:25,18  | Q        |
| 3.   | 2    | 5   | Wielka Brytania   | Eilidh Child, Shana Cox, Margaret Adeoye, Christine Ohuruogu            | 3:25,29  | Q        |
| 4.   | 2    | 2   | Nigeria           | Patience Okon George, Bukola Abogunloko, Omolara Omotoso, Regina George | 3:27,29  | Q, SB    |
| 5.   | 2    | 3   | Francja           | Marie Gayot, Muriel Hurtis-Houairi, Phara Anacharsis, Floria Guei       | 3:27,75  | q, SB    |
| 6.   | 1    | 5   | Włochy            | Chiara Bazzoni, Marta Milani, Maria Benedicta Chigbolu, Libania Grenot  | 3:29,62  | Q, SB    |
| 6.   | 3    | 3   | Rumunia           | Alina Andreea Panainte, Adelina Pastor, Sanda Belgyan, Bianca Răzor     | 3:29,62  | Q        |
| 8.   | 1    | 3   | Ukraina           | Daryna Prystupa, Olha Zemlak, Alina Łohwynenko, Natalija Pyhyda         | 3:29,63  | q        |
| 9.   | 3    | 7   | Polska            | Małgorzata Hołub, Patrycja Wyciszkiewicz, Iga Baumgart, Justyna Święty  | 3:29,75  |          |
| 10.  | 3    | 6   | Białoruś          | Hanna Rejszal, Irina Chliustawa, Julija Jurenia, Iłona Usowicz          | 3:30,28  | SB       |
| 11.  | 1    | 2   | Czechy            | Denisa Rosolová, Jitka Bartoničková, Jana Slaninová, Zuzana Hejnová     | 3:30,48  |          |
| 12.  | 3    | 5   | Kanada            | Alicia Brown, Sarah Wells, Noelle Montcalm, Jenna Martin                | 3:31,09  | SB       |
| 13.  | 2    | 7   | Bahamy            | Amara Jones, Lanece Clarke, Shakeitha Henfield, Cotrell Martin          | 3:32,91  |          |
| 14.  | 2    | 4   | Trynidad i Tobago | Shawna Fermin, Sparkle McKnight, Domonique Williams, Romona Modeste     | 3:33,50  |          |
| 15.  | 1    | 6   | Indie             | Nirmala, Tintu Luka, Anu Mariam Jose, M. R. Poovamma                    | 3:38,81  |          |
| 16.  | 2    | 6   | Botswana          | Goitseone Seleka, Lydia Mashila, Oarabile Babolayi, Amantle Montsho     | 3:38,96  | SB       |
| 17 ! | 3    | 4   | Jamajka           | Rosemarie Whyte, Kaliese Spencer, Anastasia Le-Roy, Christine Day       | DQ       | 163.3(a) |

### Finał
| Poz. | Tor | Reprezentacja     | Zawodniczki                                                             | Rezultat | Uwagi |
| ---- | --- | ----------------- | ----------------------------------------------------------------------- | -------- | ----- |
| DSQ  | 4   | Rosja             | Julija Guszczina, Tatjana Firowa, Ksienija Ryżowa, Antonina Kriwoszapka | 3:20,19  | WL    |
| 01 ! | 5   | Stany Zjednoczone | Jessica Beard, Natasha Hastings, Ashley Spencer, Francena McCorory      | 3:20,41  | SB    |
| 02 ! | 6   | Wielka Brytania   | Eilidh Child, Shana Cox, Margaret Adeoye, Christine Ohuruogu            | 3:22,61  | SB    |
| 03 ! | 1   | Francja           | Marie Gayot, Lenora Guion-Firmin, Muriel Hurtis-Houairi, Floria Guei    | 3:24,21  | SB    |
| 5.   | 2   | Ukraina           | Daryna Prystupa, Olha Lachowa, Alina Łohwynenko, Natalija Pyhyda        | 3:27,38  | SB    |
| 6.   | 3   | Nigeria           | Omolara Omotoso, Patience Okon George, Bukola Abogunloko, Regina George | 3:27,57  |       |
| 7.   | 8   | Rumunia           | Adelina Pastor, Elena Mirela Lavric, Sanda Belgyan, Bianca Răzor        | 3:28,40  | SB    |
| 08 ! | 7   | Włochy            | Chiara Bazzoni, Marta Milani, Maria Enrica Spacca, Libania Grenot       | DQ       | 170.6 |